# Belgrandiella fuchsi
Belgrandiella fuchsi е вид коремоного от семейство Hydrobiidae. Видът е световно застрашен, със статут Уязвим.

## Разпространение
Разпространен е в Австрия.